# Окіно-Ключі
Окіно-Ключі (рос. Окино-Ключи) — село Бичурського району, Бурятії Росії. Входить до складу Сільського поселення Окіно-Ключевське.
Населення — 1066 осіб (2015 рік).